# 1615 Bardwell
Bardwell (asteróide 1615) é um asteróide da cintura principal com um diâmetro de 27,78 quilómetros, a 2,5612893 UA. Possui uma excentricidade de 0,1808068 e um período orbital de 2 019,29 dias (5,53 anos).
Bardwell tem uma velocidade orbital média de 16,84444092 km/s e uma inclinação de 1,68281º.
Esse asteróide foi descoberto em 28 de Janeiro de 1950 por Goethe Link Obs..